# استيبان باول
استيبان باول (بالإنجليزية: Esteban Powell)‏ (و. 1976  م) هو منتج أفلام، وممثل تلفزي، وممثل أفلام، وممثل أمريكي، ولد في هيوستن.

## التعليم
تعلم في Kinder High School for the Performing and Visual Arts ‏
.

## وصلات خارجية
- استيبان باول على موقع IMDb (الإنجليزية)
- استيبان باول على موقع قاعدة بيانات الفيلم (الإنجليزية)

- استيبان باول في قاعدة بيانات الأفلام على الإنترنت